# Painel de instrumentos

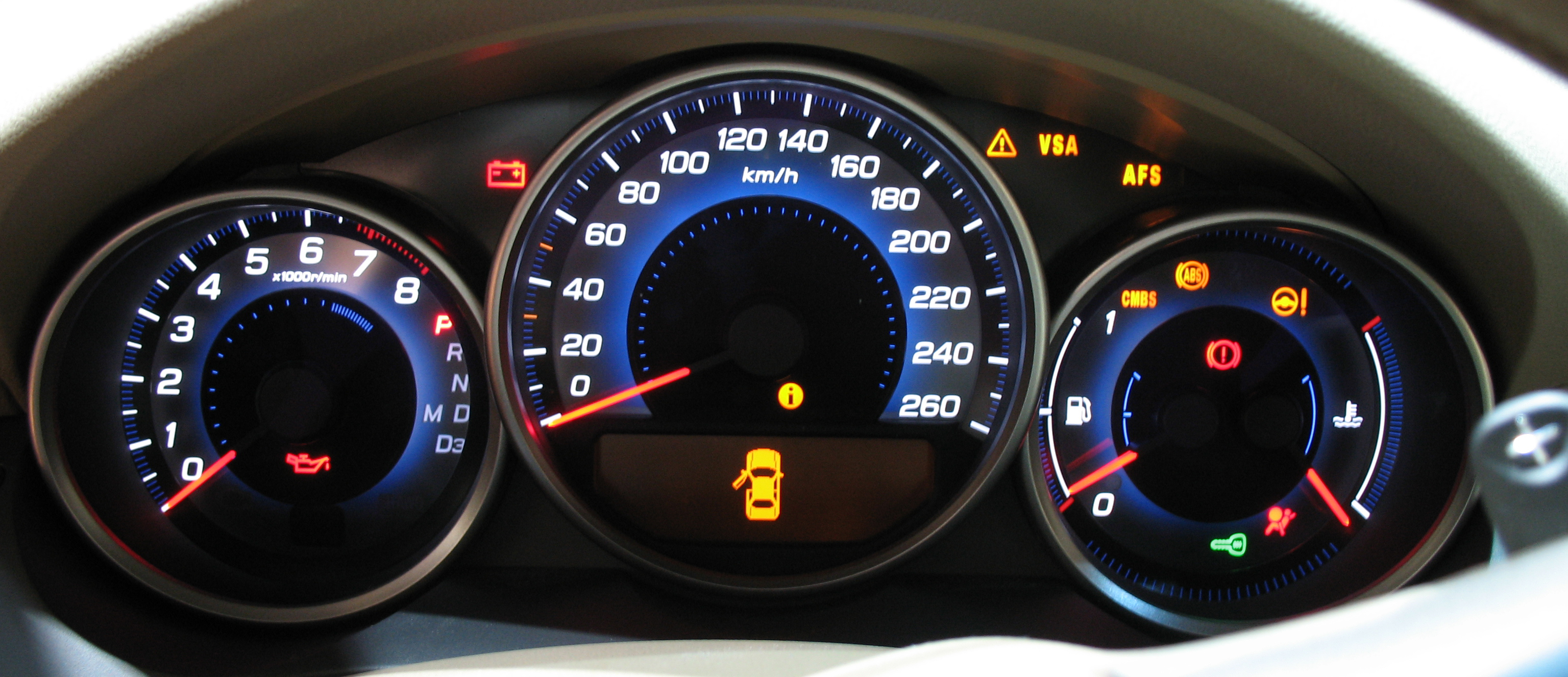
Painel de instrumentos de um automóvel

O painel de instrumentos é um conjunto de indicadores utilizado em automóveis, caminhões, aeronaves e outros veículos mostrando informações importantes para os seus condutores como velocidade, temperatura do motor, rotações por segundo do motor e indicadores de mau funcionamento. Nos automóveis em geral está localizado abaixo do para-brisa e a frente do motorista, atrás do volante.
Alguns indicadores do painel de instrumentos são obrigatórios por força de leis específicas a cada país. Modelos de automóveis mais sofisticados possuem indicadores com informações mais refinadas, algumas até calculadas por computadores de bordo.

## Indicadores
Os painéis de instrumentos possuem indicadores que registram quantidades e valores, geralmente através de um ponteiro indicando um determinado valor numa escala. Automóveis modernos estão equipados com mostradores eletrônicos de LCD que mostram o valor numérico, muito embora na maior parte dos casos este seja apenas um modo de apresentação diferenciado. O valor real, em geral, é obtido mecanicamente em ambos os casos.

### Velocímetro
O velocímetro é o indicador responsável por informar ao condutor a velocidade instantânea do veículo, na unidade mais comum utilizada no país em que o carro foi fabricado. No Brasil a unidade preferida é quilômetros por hora e nos Estados Unidos é mais comum o uso da unidade milhas por hora. No Brasil os velocímetros possuem uma faixa de tolerância e marcam sempre uma velocidade maior que a real para inibir o excesso de velocidade. Em geral os odômetros são posicionados juntamente com o velocímetro, mostrando a quilometragem já percorrida pelo automóvel. Os odômetros também possuem um botão que em geral é posicionado no próprio painel de instrumentos para zerar o odômetro parcial.

### Conta-giros
O conta-giros ou tacômetro é o indicador responsável por informar ao condutor a rotação do motor do veículo em rotações por minuto ou um múltiplo deste. Ajuda a determinar o momento correto das trocas de marcha.

### Temperatura
Há um termômetro que indica a temperatura do motor ao condutor durante a sua operação. Serve de alerta para situações de super aquecimento causadas por falhas no sistema de refrigeração que podem danificar o motor e comprometer seu funcionamento. Pode exibir o valor de temperatura na unidade mais utilizada no país em que o carro foi fabricado ou simplesmente omitir a unidade e oferecer apenas marcações para a temperatura normal de operação e temperaturas altas.

### Nível de combustível
Indica a quantidade de combustível disponível no reservatório de combustível do automóvel, permitindo ao motorista reabastecer o veículo quando necessário. Alguns automóveis possuem uma luz de alerta posicionada nas proximidades deste indicador alertando para uma iminente parada por falta de combustível.

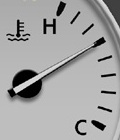
Termômetro
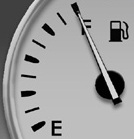
Indicador de nível de combustível
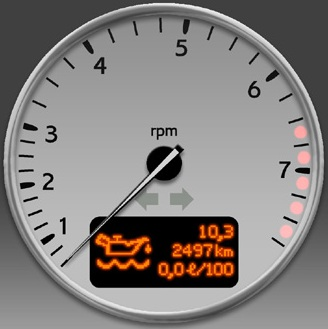
Conta-giros
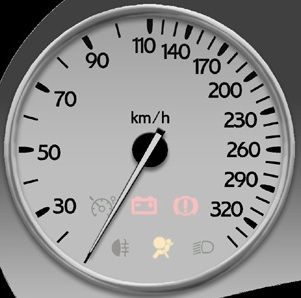
Velocímetro

## Luzes de sinalização e alerta
Há também luzes que servem de alerta aos condutores ou informam a ativação de algum dispositivo do veículo. Há símbolos convencionados entre os fabricantes para tornar a leitura destas luzes mais fácil. Eis uma lista com algumas:

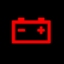
Indicador de carga da bateria
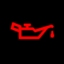
Indicador de pressão do óleo lubrificante
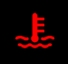
Alerta de temperatura do líquido de arrefecimento
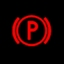
Alerta de pressão do fluido de freio
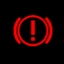
Indicador de freio de estacionamento ativo
Alerta de nível de combustível baixo
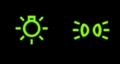
Indicador de faróis ligados
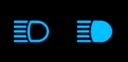
Indicador de farol alto ativo
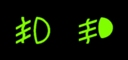
Indicador de faróis de milha ativos
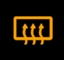
Indicador de desembaçador elétrico de vidros ativo
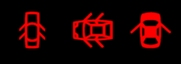
Alerta para portas abertas
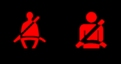
Alerta para passageiros não utilizando cinto de segurança
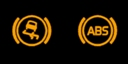
Indicador de alerta do sistema de freio ABS